# Isabel de Baena
Isabel de Baena fue una mujer sevillana, nacida a principios del siglo XVI, y quemada en la hoguera por la Inquisición española en uno de los autos de fe de Sevilla, concretamente en el del 24 de septiembre de 1559 en el Prado de San Sebastián, acusada de "ser receptora de herejes. Dogmatizadora, ficta confitente". Ella misma declaró haberse convertido a través de Gaspar Baptista, del Colegio de la Doctrina.
Según un escrito de Cipriano de Valera, en su casa se "recogían los fieles para oír la palabra de Dios".